# Evalljapyx macswaini
Evalljapyx macswaini är en urinsektsart som beskrevs av Smith 1960. Evalljapyx macswaini ingår i släktet Evalljapyx och familjen Japygidae. Inga underarter finns listade i Catalogue of Life.